# Усково (Китмановський район)
У́сково (рос. Усково) — село у складі Китмановського району Алтайського краю, Росія. Входить до складу Семено-Красіловської сільської ради.

## Населення
Населення — 60 осіб (2010; 89 у 2002).
Національний склад (станом на 2002 рік):
- росіяни — 99 %